# Bias från Priene

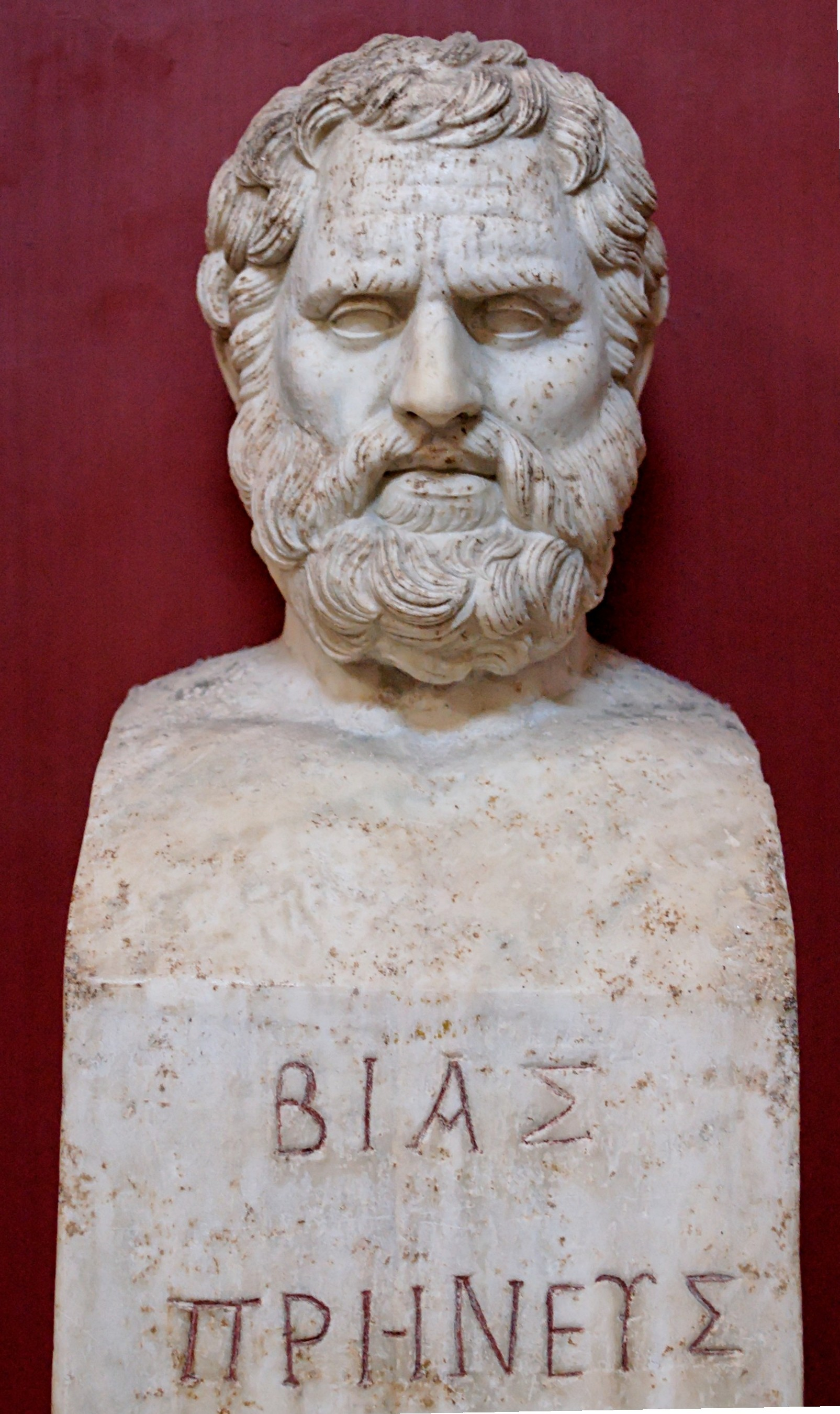
Bias från Priene.

Bias från Priene levde under 500-talet f.Kr. var en av Greklands sju vise.
De övriga av Greklands sju vise var: Solon från Aten, Thales från Miletos, Pittakos från Mytilene, Chilon från Sparta, Kleobulos från Lindos, Periandros från Korinth.